# Tébessa
Tébessa is een stad in Algerije en is de hoofdplaats van de provincie Tébessa.
Tébessa telde bij een census in 2007 634.332 inwoners.
Tébessa ligt ongeveer 40 km van de grens tussen Algerije en Tunesië op een hoogte van 960 meter. De stad heeft een universiteit en een internationale luchthaven (Cheikh Larbi Tebessi, IATA-Code: TEE).

## Geschiedenis
Tebessa was in de oudheid bekend onder de naam Theveste. Het was oorspronkelijk een Libische stad die later veroverd werd door de Carthagers en in 105 v.Chr. door de Romeinen. Uit deze periode zijn er nog verschillende resten, zoals de Poort van Caracalla en de ruïnes van de thermen, die versierd waren met mozaïeken.

## Geboren in Tébessa
- Robert Merle (1908-2004), Frans schrijver van o.a. Week-end à Zuydcote en van de 13-delige historische reeks Fortune de France.